# Ponera incerta
Ponera incerta är en myrart som först beskrevs av Wheeler 1933.  Ponera incerta ingår i släktet Ponera och familjen myror. Inga underarter finns listade i Catalogue of Life.

## Bildgalleri

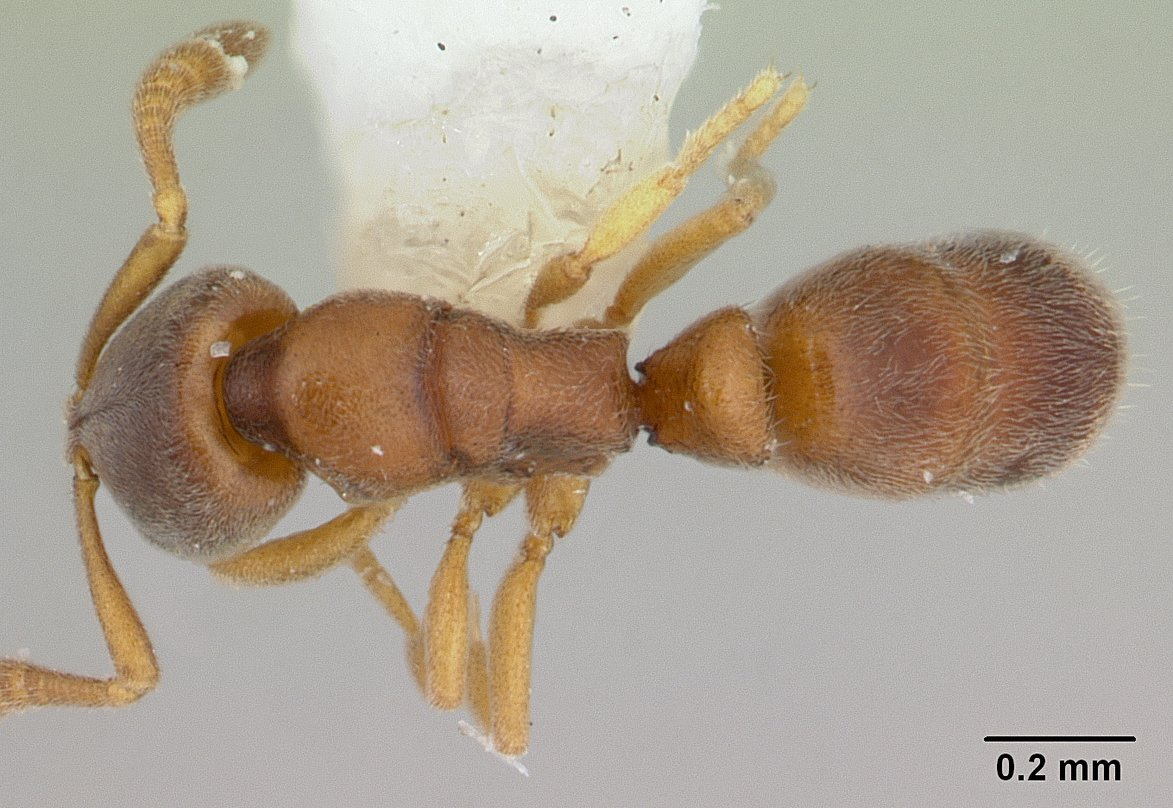
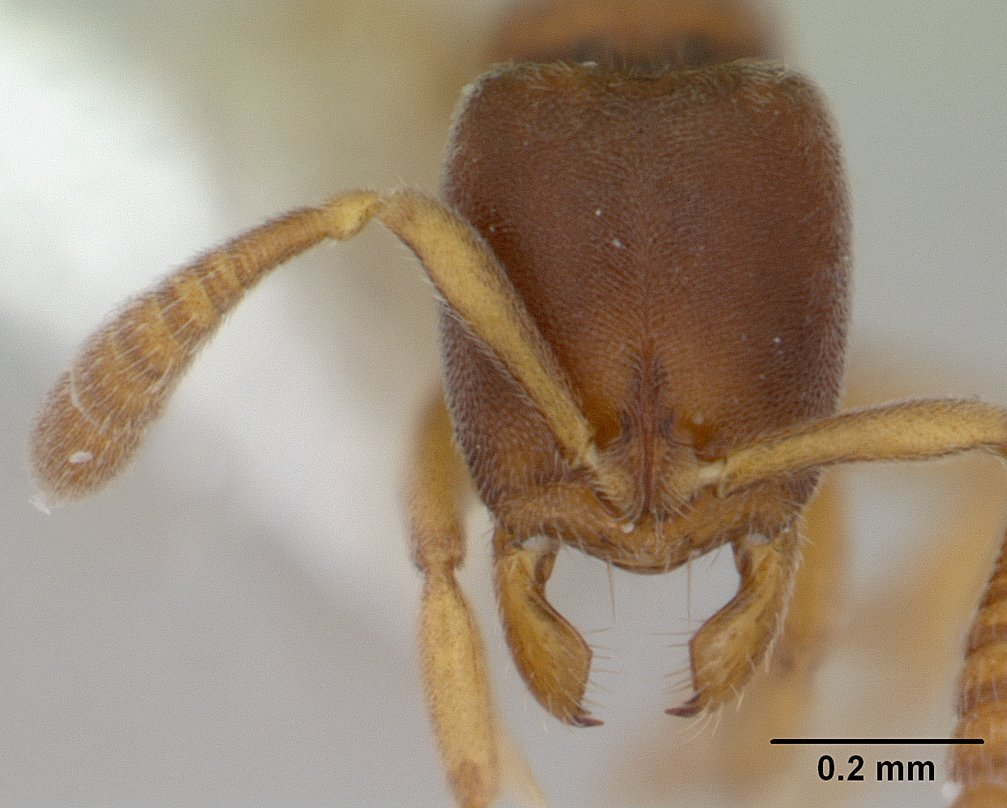
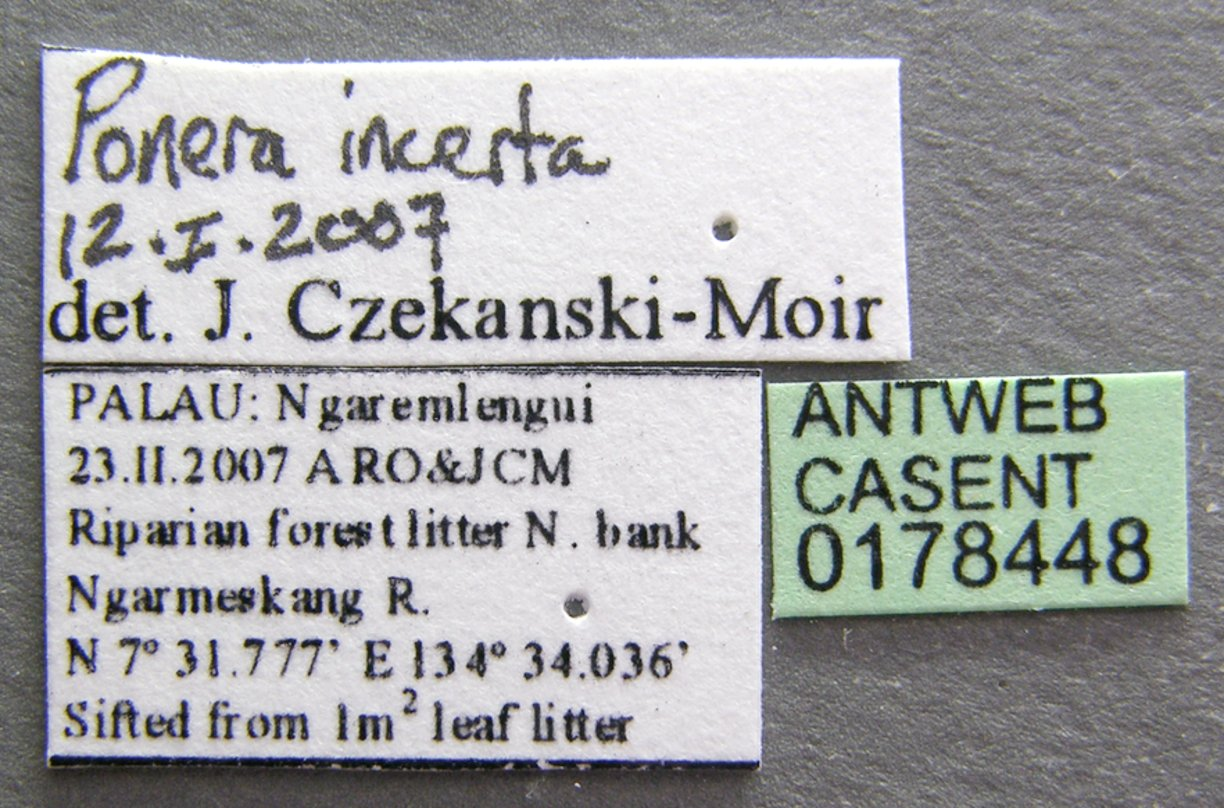
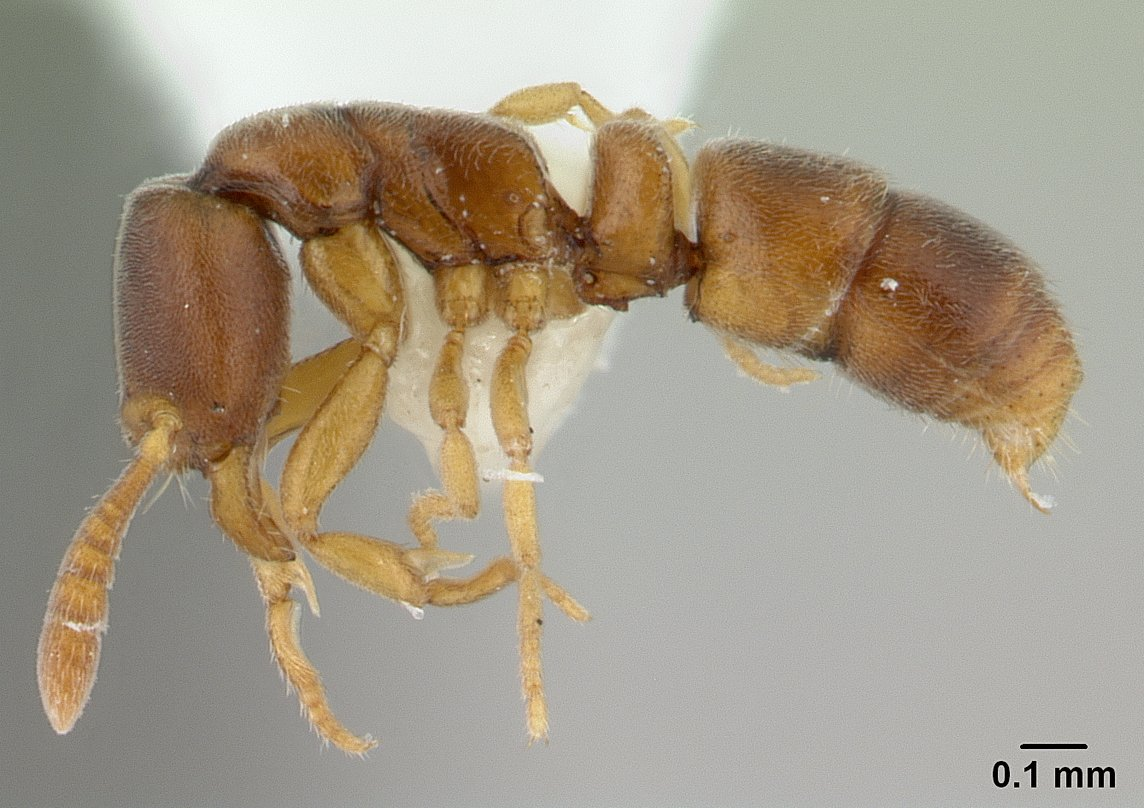